# Gonomyia (Leiponeura) skusei
Gonomyia (Leiponeura) skusei is een tweevleugelige uit de familie steltmuggen (Limoniidae). De soort komt voor in het Australaziatisch gebied.